# 1139 Atami
1139 Atami је Марсов тројански астероид чија средња удаљеност од Сунца износи 1,947 астрономских јединица (АЈ).
Апсолутна магнитуда астероида је 12,51 а геометријски албедо 0,159.